# Tanah Merah (Rangsang Barat)
Tanah Merah is een bestuurslaag in het regentschap Meranti-eilanden van de provincie Riau, Indonesië. Tanah Merah telt 1639 inwoners (volkstelling 2010).